# Diane Lambert
Pour les articles homonymes, voir Lambert.
Diane Marie Lambert est une statisticienne américaine connue pour ses travaux sur les modèles avec excès de zéros, une méthode pour étendre la régression de Poisson à des applications telles que les statistiques des défauts de fabrication (en) dans lesquelles on peut s'attendre à observer un grand nombre de zéros. Ancienne membre des Laboratoires Bell, elle est chercheuse pour Google, où elle énumère ses domaines de recherche actuels ainsi, « algorithmes et théorie, exploration et modélisation de données, et économie et commerce électronique » .

## Éducation et carrière
Lambert a obtenu son doctorat en 1978 de l'université de Rochester. Sa thèse, dirigée par W. Jackson Hall, est intitulée P-Values: Asymptotics and Robustness. Au début de sa carrière, elle travaille comme membre du corps professoral à l'université Carnegie-Mellon. En tant que professeure adjointe là-bas, elle effectue un travail pionnier sur la confidentialité des informations statistiques. Elle a obtenu un poste de titulaire à Carnegie Mellon, mais part aux Laboratoires Bell en 1986. Aux Bell Labs, elle devient la cheffe des statistiques et fellow des laboratoires. Elle est de nouveau partie à Google en 2005,.
Elle est l'une des oratrices en plénière de la célébration Olga Taussky-Todd des carrières pour les femmes en mathématiques, conférence tenue en 1999 pour célébrer les femmes en mathématiques.

## Prix et distinctions
Lambert est devenue fellow de la Société américaine de statistique en 1991. Elle est également membre de l'Institut de statistique mathématique, été secrétaire exécutive de l'institut de 1990 à 1993 et a été l'un des Conférenciers Medallion de l'institut en 1995.